# Enicostema elizabethae
Enicostema elizabethae är en gentianaväxtart som beskrevs av Jan Frederik Veldkamp. Enicostema elizabethae ingår i släktet Enicostema och familjen gentianaväxter. Inga underarter finns listade i Catalogue of Life.